# Air India Cargo
Air India Cargo – indyjskie linie lotnicze cargo, są częścią linii lotniczych Air India.